# Vivi-Anne Hultén
Vivi-Anne Hultén (później Theslof i Tholand, ur. 25 sierpnia 1911 w Antwerpii, zm. 15 stycznia 2003 w Corona del Mar) – szwedzka łyżwiarka figurowa startująca w konkurencji solistek. Brązowa medalistka olimpijska z Garmisch-Partenkirchen (1936) i uczestniczka igrzysk olimpijskich (1932), wicemistrzyni świata (1933) i trzykrotna brązowa medalistka mistrzostw świata (1935, 1936, 1937), dwukrotna brązowa medalistka mistrzostw Europy (1930, 1932) oraz pięciokrotna mistrzyni Szwecji (1927, 1928, 1929, 1933, 1934). 
Jej pierwszym mężem był amerykański importer stali Nils Tholand. Zakończyła karierę amatorskiej w 1937 roku, aby rok później rozpocząć występy w rewiach łyżwiarskich Ice Follies, a następnie w  Ice Capades, gdzie poznała przyszłego męża Fina Gene Theslofa. Hultén i Theslof mieli syna Gene Jr.
Hultén i Theslof osiedlili się w Stanach Zjednoczonych, gdzie uczyli łyżwiarstwa figurowego (w 1964 roku otworzyli szkółkę łyżwiarską w Saint Paul w Minnesocie). Jej mąż zmarł w 1983 roku. W 1985 roku Hultén miała udar mózgu i przeniosła się do Kalifornii, aby być bliżej syna. Zmarła 15 stycznia 2003 w Corona del Mar na niewydolność serca.

## Osiągnięcia
| Zawody               | 1927           | 1928           | 1929           | 1930           | 1931           | 1932           | 1933           | 1934           | 1935           | 1936           | 1937           |                |                |                |                |                |                |
| Międzynarodowe       | Międzynarodowe | Międzynarodowe | Międzynarodowe | Międzynarodowe | Międzynarodowe | Międzynarodowe | Międzynarodowe | Międzynarodowe | Międzynarodowe | Międzynarodowe | Międzynarodowe | Międzynarodowe | Międzynarodowe | Międzynarodowe | Międzynarodowe | Międzynarodowe | Międzynarodowe |
| -------------------- | -------------- | -------------- | -------------- | -------------- | -------------- | -------------- | -------------- | -------------- | -------------- | -------------- | -------------- | -------------- | -------------- | -------------- | -------------- | -------------- | -------------- |
| Igrzyska olimpijskie |                |                |                |                |                | 5              |                |                |                | 3              |                |                |                |                |                |                |                |
| Mistrzostwa świata   |                |                |                |                | 5              | 5              | 2              | 4              | 3              | 3              | 3              |                |                |                |                |                |                |
| Mistrzostwa Europy   |                |                |                | 3              | 4              | 3              |                |                |                |                |                |                |                |                |                |                |                |
| Krajowe              |                |                |                |                |                |                |                |                |                |                |                |                |                |                |                |                |                |
| Mistrzostwa Szwecji  | 1              | 1              | 1              |                |                |                | 1              | 1              |                |                |                |                |                |                |                |                |                |

## Nagrody i odznaczenia
- Światowa Galeria Sławy Łyżwiarstwa Figurowego – 2017[7]